# Tephrosia humbertii
Tephrosia humbertii là một loài thực vật có hoa trong họ Đậu. Loài này được Dumaz-le-Grand miêu tả khoa học đầu tiên.